# Ille-et-Vilaine
Ille-et-Vilaine je francouzský departement ležící v regionu Bretagne. Jméno pochází od řeky Vilaine a jejího přítoku Ille. Hlavní město je Rennes, které je zároveň hlavním a největším městem Bretaně.

## Geografie

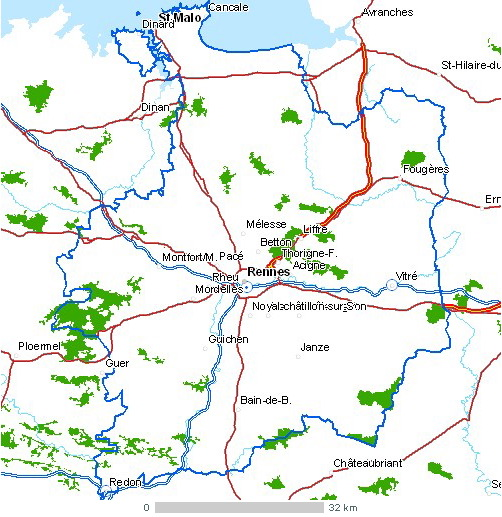
Mapa

## Nejvýznamnější města

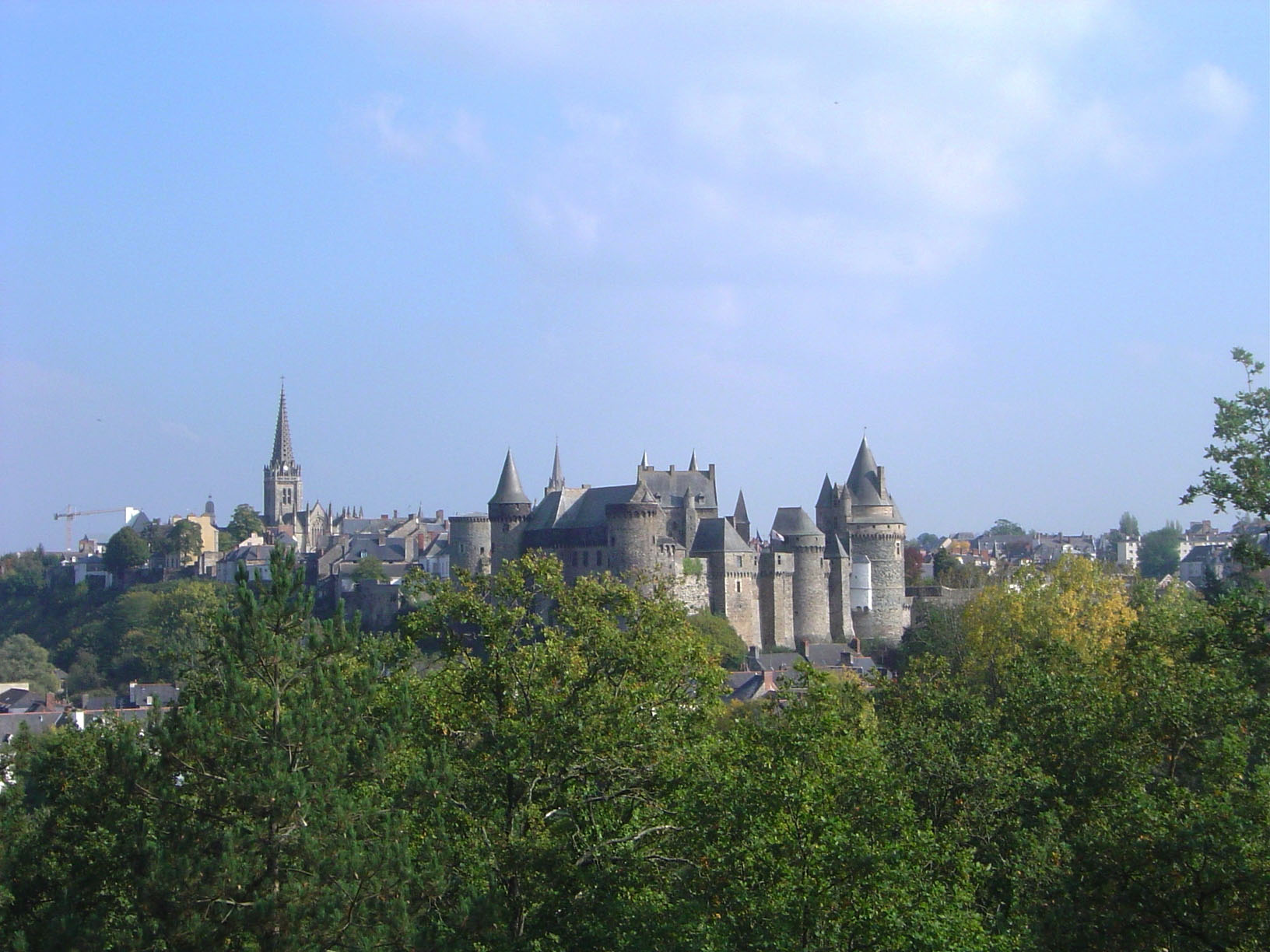
Historické centrum města Vitre

- Dol de Bretagne
- Fougères
- Redon
- Rennes
- Saint-Malo
- Vitré